# Tiên đoán về thời điểm tận thế 2011

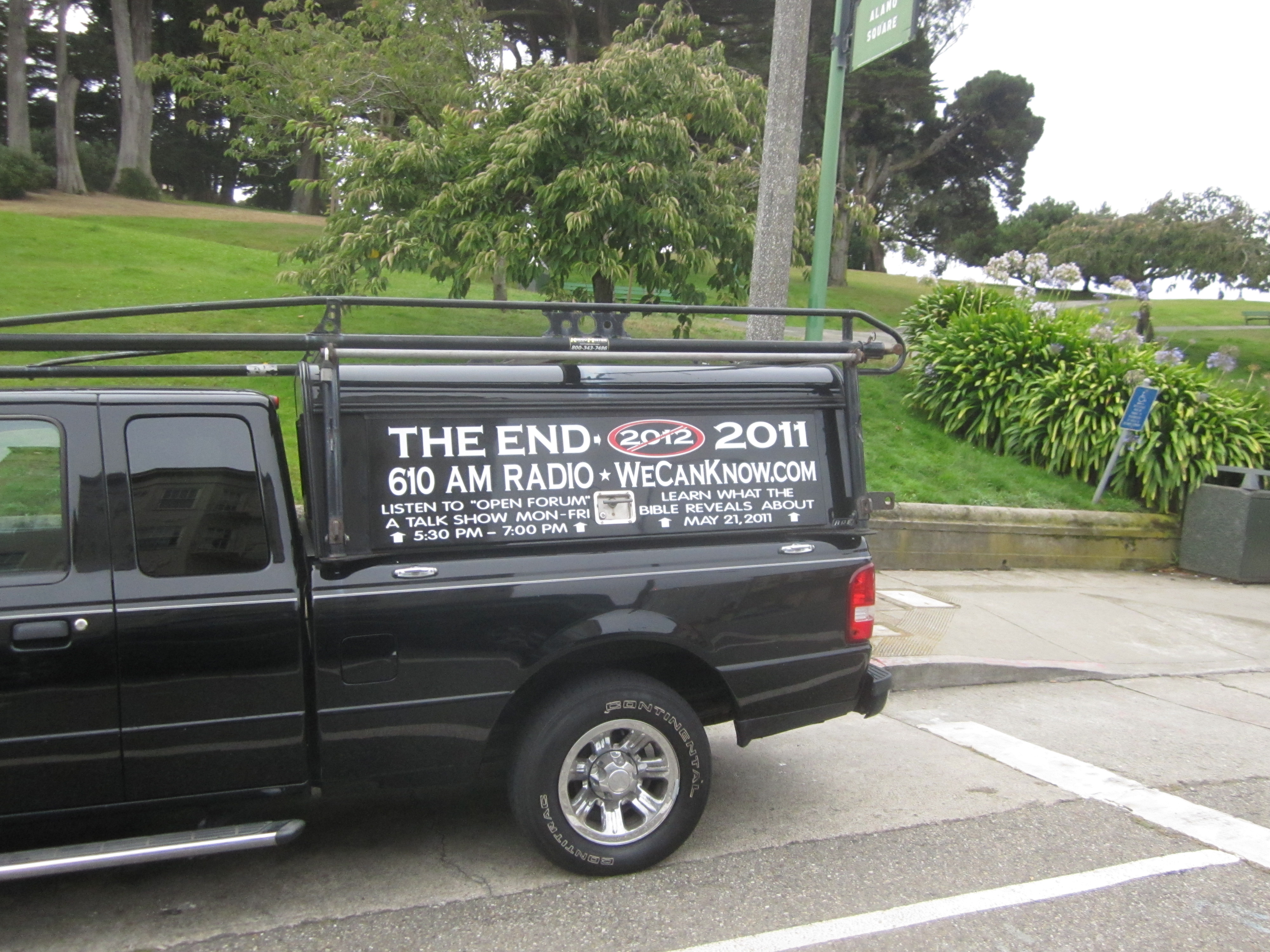
Một chiếc xe ở San Francisco quảng bá tiên đoán của Harold.

Nhà truyền thông Thiên Chúa giáo người Mỹ Harold Camping nhận định sự cất lên (rapture) và Ngày Phán xét xảy ra vào ngày 21 tháng 5 năm 2011, và ngày tận thế sẽ xảy ra năm tháng sau, vào ngày 21 tháng 10 năm 2011. "Sự cất lên" là sự kiện những người được Thượng đế lựa chọn đưa lên Thiên đường. Camping, chủ tịch đài phát thanh Thiên chúa giáo Family Radio, cho rằng Kinh Thánh là cơ sở của ông và nhận định ngày 21 tháng 5 là ngày Cứu với và phán xét "vượt qua cái bóng của sự hồ nghi". Camping cho rằng nó sẽ xảy ra vào 6 giờ tối theo giờ địa phương với sự cất lên xảy ra lần lượt theo múi giờ,, một số người ủng hộ ông cho rằng khoảng 200 triệu người (xấp xỉ 3% dân số thế giới) sẽ được cứu vớt lên thiên đường.
Phần đông tín đồ Thiên chúa giáo không thừa nhận tiên đoán của Camping; một số còn thẳng thắn bác bỏ. Một cuộc phỏng vấn với một nhóm những người đứng đầu nhà thờ nhận định rằng họ sẽ làm lễ như bình thường vào chủ nhật, 22 tháng 5. Camping từng tiên đoán sự cất lên sẽ diễn ra vào tháng 9 năm 1994.
Sau sai lầm của tiên đoán, giới truyền thông chuyển sự chú ý vào những người tin theo Camping. Những tin tức không xác định được Camping ở đâu cho đến cuối đêm chủ nhật ông xuất hiện tại nhà, nhận định rằng ông "sửng sốt" khi sự cất lên không xảy ra. Vào ngày 23 tháng 5, Camping cho rằng ngày 21 tháng 5 là ngày phán xét "tâm linh", và ngày phán xét thực sự đã xảy ra vào ngày 21 tháng 10 cùng với việc Thượng đế phá hủy vũ trụ. Tuy nhiên, ngày 21 tháng 10 trôi qua và tiên đoán của Camping không trở thành sự thật.

## Tiên đoán cho ngày 21 tháng 5 năm 2011

### Tiên đoán của Camping
- "Sự cất lên" xảy ra vào ngày 21 tháng 5 năm 2011.[19]
- Những trận động đất lớn (mạnh hơn động đất Nhật Bản 2011) xảy ra trên khắp thế giới vào 6 giờ tối giờ địa phương.[6]
- Thời điểm tận thế sẽ diễn ra năm tháng sau, vào ngày 21 tháng 10 năm 2011.[20]

### Tiên đoán khác
- Khoảng 3% dân số thế giới được lên thiên đường.[19]
- Động đất bắt đầu vào ngày 21 tháng 5 tại đảo Kiritimati (đảo Giáng sinh), Kiribati vào 6 giờ tối LINT (0400 UTC).[19][21][22]
- Theo Jeremiah 25:32, động đất tiếp tục "theo chiều mặt trời lên"; diễn ra tại New York, Hoa Kỳ vào khoảng 6 giờ tối EDT (2200 UTC).[19]

## Cơ sở
Camping đưa ra những luận cứ số học, hay "bằng chứng" kinh thánh để ủng hộ quan điểm về ngày 21 tháng 5. Là một kỹ sư, Camping đã cố gắng tiên đoán trên cơ sở toán học từ Kinh Thánh trong hàng thập niên. Trong một cuộc phỏng vấn với San Francisco Chronicle ông giải thích "... Tôi từng là một kỹ sư, tôi rất quan tâm đến những con số. Tôi tự hỏi, 'Tại sao Thượng đế đặt con số này hoặc con số kia vào?'[...] 'Phải có lý do nào đó.' "
Vào năm 1970, Camping xác định Trận Đại Hồng thủy vào 4990 TCN. Căn cứ vào thời điểm này, cùng với nhận định trong Sáng thế 7:4 ("Bảy ngày nữa, ta sẽ làm mưa xuống mặt đất") để dự đoán thời điểm tận thế, kết hợp với 2 Peter 3:8 ("Đối với Chúa một ngày như ngàn năm, ngàn năm như một ngày"), Camping kết luận thời điểm tận thế sẽ xảy ra vào năm 2011, 7000 năm từ 4990 TCN. Camping lấy ngày thứ 17 tháng thứ hai đề cập trong Sáng thế 7:11 để xác định ngày 21 tháng 5, và từ đó tiên đoán sự kiện diễn ra vào ngày này.
Trong một luận điểm khác Camping đã xác định ngày 21stáng 5 như sau:
1. Số 5 đại diện cho "sự chuộc lỗi", số 10 cho "sự toàn vẹn", và số 17 cho "thiên đường".
2. Chúa được cho rằng bị treo trên Thánh giá vào ngày 1 tháng 4, 33 CN. Khoảng thời gian giữa 1 tháng 4, 33 CN và 1 tháng 4 năm 2011 là 1.978 năm.
3. Lấy 1.978 chia 365,2422 ngày (số ngày trong một năm dương lịch khác với năm âm lịch), kết quả là 722.449.
4. Khoảng thời gian giữa 1 tháng 4 và 21 tháng 5 là 51 ngày.
5. 51 cộng 722.449 được 722.500.
6. (5 × 10 × 17)2 hay (sự chuộc lỗi × sự toàn vẹn × thiên đường)2 cũng bằng 722.500.

Camping nói rằng 5 × 10 × 17 kể cho chúng ta "câu chyện kể từ khi Chúa gánh chịu tội lỗi của chúng ta cho đến khi chúng ta được hoàn toàn cứu rỗi."
Trong sách của Camping tựa đề 1994?, tự xuất bản năm 1992, ông dự đoán thời điểm tận thế có thể diễn ra vào tháng 9 năm 1994 (một số nguồn ghi 4 tháng 9 hoặc 6 tháng 9). Khi dự đoán sai, Camping nói ông đã mắc một lỗi tính toán.

## Tác động

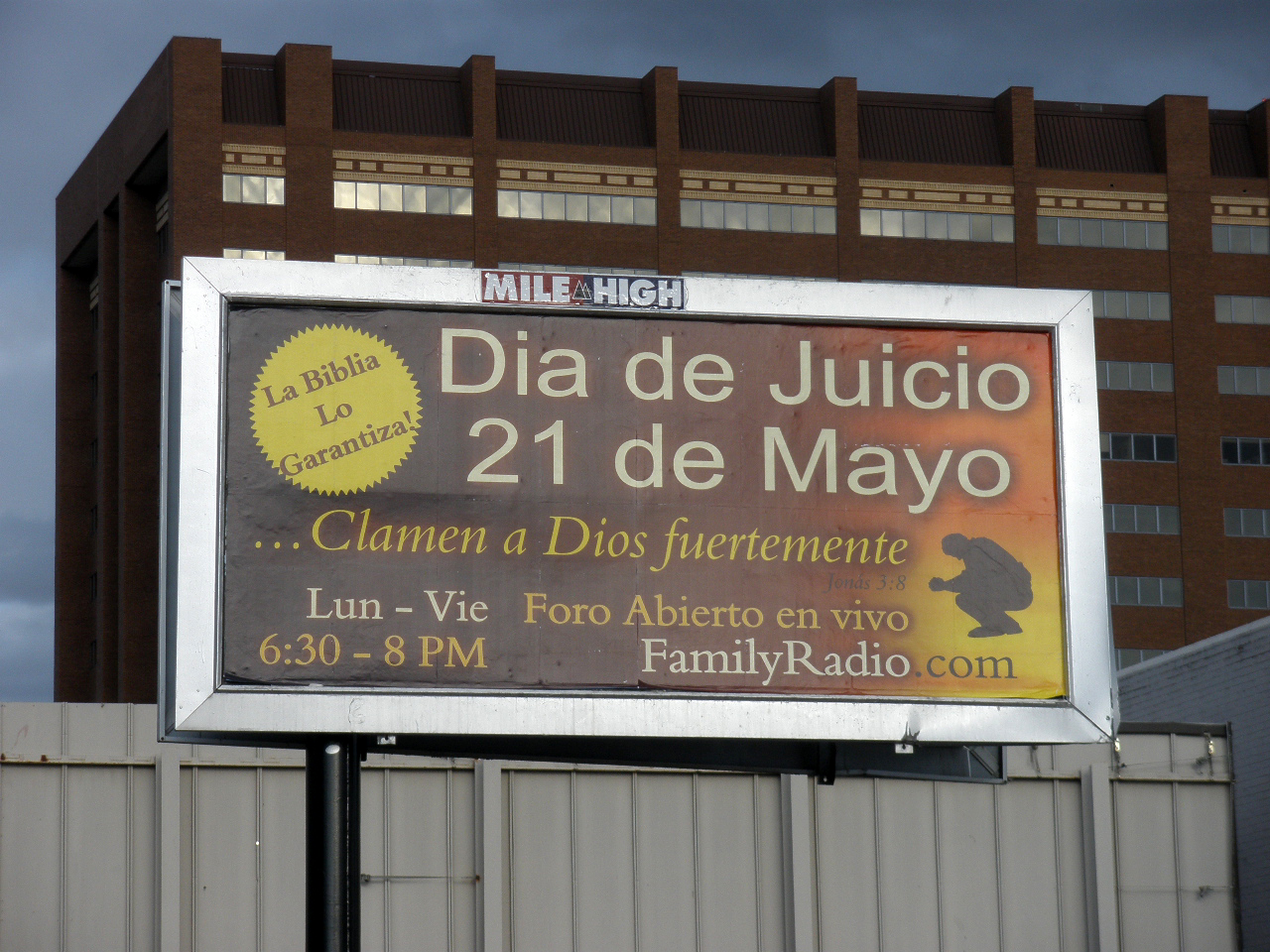
Bảng hiệu của Family Radio ở Denver Tiên đoán về thời điểm tận thế 2011

Tiên đoán của Camping và chiến dịch quảng bá của ông qua mạng lưới radio và các phương tiện truyền thông khác đã giúp tiên đoán này lan xa trên thế giới, dẫn đến những hoạt động khác nhau từ những người tin và không tin. Nhiều người tin vào tiên đoán đã nghỉ việc để chuẩn bị cho sự kiện này.
Vào đầu tháng 5 năm 2011 tại Việt Nam, khoảng 5.000 người Hmong tụ tập ở huyện Mường Nhé, tỉnh Điện Biên, nơi họ chuẩn bị cho sự trở về của Chúa. Chính phủ Việt Nam giải tán đám đông và bắt giữ một số người được miêu tả là "quá khích". Mục sư Đoàn Trung Tín cho biết một bản dịch tiên đoán của Camping đã khiến 300 giáo dân đến nơi tập hợp, bán của cải của mình để có tiền đi xe buýt. Hàng trăm người Hmong được tường thuật rằng đã ẩn nấp tại tây bắc Việt Nam, sau khi lực lượng an ninh giải tán hàng nghìn người đang chờ đợi sự trở về của Chúa Giê-xu.
Vào ngày 19 tháng 5 năm 2011, cụm từ "end of the world may 21st" (kết thúc thế giới 21 tháng 5) leo lên vị trứ thứ hai Google Trends do sự phổ biến của cụm từ tìm kiếm này ở Mỹ. Những tìm kiếm khác liên quan "Harold Camping", "May 21 doomsday" (tận thế 21 tháng 5) và "May 21 rapture"cũng nằm trong top 10. Những video về chủ đề này cũng nằm trong danh mục những video được xem nhiều nhất trong ngày trên YouTube vào ngày 21 tháng 5 và những ngày sau đó. Một nhóm người biểu tình tụ tập trước trụ sở Family Radio ở Oakland để chế nhạo tiên đoán sai lầm của nhà truyền thông. Một nhóm thả những bóng bay heli hình người để giả vờ những linh hồn được lên thiên đường.

## Tiên đoán cho ngày 21 tháng 10 năm 2011
Ngày 23 tháng 5 năm 2011, Harold Camping nói rằng ngày 21 tháng 5 đã diễn ra một Ngày Phán xét "tâm linh" và ngày Tận thế sẽ diễn ra vào ngày 21 tháng 10 năm 2011. Tuy nhiên, ngày 21 tháng 10 trôi qua và tiên đoán của Camping không trở thành sự thật.

## Ấn phẩm
Tác phẩm của Camping về thời điểm tận thế:
- Sách
  - 1994? (1992) – dự đoán thời điểm tận thế vào tháng 9 năm 1994
  - Time Has An End (2005) – bàn luận về đức tin của Camping rằng 2011 là thời điểm tận thế
- Sách nhỏ
  - Has the Era of the Church Age Come to an End? (2001) [40]
  - We Are Almost There! (2008)
- Bài luận
  - The End of the World is Almost Here! Holy God Will Bring Judgment on ngày 21 tháng 5 năm 2011 (2009)
  - God Gives Another Infallible Proof That Assures the Rapture Will Occur ngày 21 tháng 5 năm 2011 (2009)
  - No Man Knows the Day or the Hour? (2009)